# KOTOnoha
kOTOnoha（ことのは）は、日本のロック・バンド。026から発信、音と言葉の可能性。

## 概要
2014年結成。それぞれ異なるシーンで活動していたメンバーによる、自身のバンドとは異なるアプローチでの音楽活動の場として結成。
当初は「ライブは3ヶ月に1回くらい」「あんま遠征とかしないで通常ブッキングばっかり出る」「MCは笑い取ったりユルい感じ」Vo.啓志Twitterとして、サブプロジェクト的な意味合いが強かったが、それぞれのバンドの解散や活動休止、脱退などを経ていつの間にか本格始動。結成当初はベースレスの4人編成であったが、2015年Ba.平林が加入し5人編成となり、年間50本を超える精力的な活動を展開。メンバーチェンジなどを経て、2019年より「KIZUNA RECORDS」に所属。

## メンバー
啓志【Vo】
kOTOnoha結成時はラウドロックバンドLIALIEのボーカリストとしても活動し、県内ラウドシーンにその名を轟かせていた存在。2015年LIALIE脱退。
kOTOnohaでは主にラップ、シャウト、MC、落語を担当。
日本語ラップ、ヘヴィ・メタル、ハードコア、ヴィジュアル系をルーツとしskream2019年8月号、物真似のレパートリーも豊富。
横田和樹【Gt/Vo】
元shaftlong。kOTOnohaをはじめとする多くのアーティストのMVや撮影に携わる。
影響を受けたジャンルはエモ、激情ハードコア、ポスト・ロックなど。skream2019年8月号
かわうちゆうき【Gt】
メンバー最年少。2017年ごろからLIVEを休みがちとなったとげぴーにかわり、サポートギターとして参加。2018年正式加入。
音楽のルーツはRADWIMPS。skream2019年8月号
平林【Ba】
当時ベースレスであったkOTOnohaのサポートギターとしてLIVEに出演。その後ベーシストとして2015年加入。
自作のアップライトベースを使用し、時折Twitterをバズらせる能力を持つ。Ba.平林twitter
L’Arc～en～Cielで音楽に興味を持ち、hide、黒夢、SADS等を経由。最終的にひだまりスケッチにたどり着く。skream2019年8月号
仔豚【Dr】
2018年加入。東京の叙情派ハードコアバンド、THE FATAL ERRORとしても活動。 高校時代X JAPANと出会い、メタル、メタルコア等を好む。skream2019年8月号

### 元メンバー
安宅まこと【Dr】
結成時メンバーの一人。neco、Eureのメンバーとしても活動していた。2016年３月、kOTOnoha自主企画「街の灯　vol.2」にて脱退。 現在長野市を中心に活動する４人組ロックバンドQUCKQUEとして活動。
春樹【Dr】
2016年7月加入。国内外で活動するデスメタルバンドINVICTUSや、Vo.啓志が所属したLIALIEとともに県内ラウドシーンを牽引したBring Into A Silenceとしても活動。 2018年１月をもって脱退。
とげぴー【Gt】
結成時メンバーの一人。メタルコアバンドHis Anger To Enemyの活動と並行し、kOTOnohaに参加。 2017年、バンド活動の継続が困難になり「無期限活動休止」として徐々にフェードアウト。Vo．啓志twitter
”トレーラー映像で主演女優を務める”kOTOnoha「愛してるって叫んだ」”彼の写真がプリントされたマーチが販売される”等、ファンに愛された存在であった。 現在ニューメタルバンドUn-Wasted Fearとして長野市内を中心に活動。